# Данешти (Калараш)
Данешти (рум. Dănești) насеље је у Румунији у округу Калараш у општини Фрасинет. Oпштина се налази на надморској висини од 44 m.

## Становништво
Према подацима из 2002. године у насељу је живело 435 становника, од којих су сви румунске националности.